# 王世傑古厝與古墓
王世傑古厝與古墓是位於中華民國金門縣金沙鎮浦山里浦邊聚落的歷史建築，為金門縣縣定古蹟。

## 歷史
王世傑是明末金門籍墾首，永曆十五年（1661年）出生於此金門浦邊，永曆十七年（1663年）舉家遷至同安，永曆二十八年（1674年）前往台灣，永曆三十五年（1681年）征討北路番亂，王世傑運糧有功，獲准在竹塹一帶拓墾，王世傑遂招募金門同鄉入墾，並捐資在金門建厝以吸引族人，還在竹塹設立公田用以作為祭祖之費，王世傑去世後遺體亦歸葬厝邊。

## 建築
王世傑古厝為二落大厝加雙突歸，以出磚入石的山牆為特色，正面以大展步出簷，側面以石條出挑，後落的角板突出背墻，以天井分隔前後兩廳以及前後落，牆壁是編竹夾泥牆，由於民間認為老菅蓁煮水可讓小孩退燒，古宅外牆的菅蓁經常被人挖取，王氏在台後裔遂積極申請登記為歷史建築，古厝在2006年被金門縣政府公告為歷史建築，後在2007年與古墓一起公告為縣定古蹟。